# 陳希亮
陳希亮（1000年—1065年5月），字公弼，祖先原為京兆（今陕西西安市）人，遷居眉州青神（今属四川），宋朝人。
幼年即為孤兒，喜歡學習，十六歲將跟隨老師學習，被其兄刁難，拿了三十餘萬本息，要他管理，陳公弼把借據燒掉，外出求學。學成，引導其侄陳庸、陳諭去念書，
在天聖八年（1030年）叔姪三人同登進士金榜，鄉里表其里坊門曰「三雋
坊」。最初時任職大理評事，在長沙縣任知县，嚴明執法，王公貴人都對他頗為忌憚。升任殿中丞，调任鄠县知县。嘉佑二年（1057年），擔任开封府判官。继任过京东轉運使。嘉佑八年（1063年）正月，任鳳翔府知府，是蘇軾的上司，頗嚴格。有吏員稱呼“蘇賢良”。公弼大怒：“府判官，何賢良也？”，下令用刑杖责打吏員。又继任湖北房州知州。《宋史》称其“为政严而不残，不愧为清官良史”。蘇軾評論他：“平生不假人以色，自王公貴人，皆嚴憚之。見義勇發，不計禍福，必極其志而後已。”
《宋史》記載希亮發明“飞桥”，當時汴河改道流经宿州(今安徽宿县)，陈希亮建造了一座横跨汴河的“飞桥”，仁宗下诏褒奖，并令“自畿邑至于泗州皆为飞桥”。
後英宗即位，遷任太常少卿，后辞去官职告老还乡，在老家居住十年，治平二年四月逝世，享年六十六歲，獲追封為工部侍郎。有《陈希亮文集》10卷、《制器尚象论》等。長子陳忱亦中進士，蘇軾作傳時任度支郎中，照顧好友宋輔老母、遺孤宋端平，召為女婿，後也高中進士，一門五進士。次子陳恪任滑州推官時於任內過世，三子陳恂於蘇軾作傳則是擔任大理寺丞。
其第四子為陳慥（季常）為成語河東獅吼裡的主人翁。

## 延伸阅读
[在维基数据编辑]
 《宋史/卷298》，出自脱脱《宋史》